# Anneke Borbe
Anneke Borbe (Pinneberg, 17 september 2000) is een voetbalspeelster uit Duitsland. Ze speelt als doelverdediger voor Arsenal in de Super League.

## Clubcarrière
Borbe werd geboren in Pinneberg. Ze begon met voetballen bij SV Lieth en SC Nienstedten. Aldaar maakte ze onderdeel uit van gemixte teams met jongens. In 2015 voegde Borbe zich in de jeugdacademie van SV Werder Bremen. In het begin reisde ze op en neer van Pinneberg naar Bremen alvorens ze een appartement deelde met teamgenote Nina Lührßen in Bremen. Met het jeugdelftallen van SV Werder Bremen kwam Borbe uit in de B-Junioren Bundesliga. Ook speelde ze vier wedstrijden voor het Hamburg -16 team.
Borbe maakte op zestienjarige leeftijd haar debuut voor de hoofdmacht van SV Werder Bremen in de Bundesliga in september 2017. In het seizoen 2017/18 kwam ze tot 14 competitiewedstrijden en hielp ze met jaar reddingen haar club aan handhaving op het hoogste Duitse voetbalniveau. Het daaropvolgende seizoen kwam Borbe 15 keer in actie, maar degradeerde ze met SV Werder Bremen naar de 2de Bundesliga. In het 2019/20 kwam Borbe daarom uit op het tweede niveau en wist ze gelijk terug te promoveren naar de Bundesliga. Sindsdien was ze de vaste eerste keepster van SV Werder Bremen. In de achtste wedstrijd van het seizoen 2022/23 liep Borbe regen een handblessure op waardoor ze tijdelijk werd vervangen door Hannah Etzold. In maart 2023 keerde ze terug in het team voor een wedstrijd tegen Eintracht Frankfurt.
Eind februari 2023 maakte Borbe transfervrij de overstap naar VfL Wolfsburg. Ze tekende een contract die inging vanaf het seizoen 2023/24. Het contract van Borbe loopt door tot medio 2025. Door blessureleed bij eerste keepster Merle Frohms mocht Borbe op 3 februari 2025 haar debuut maken voor VfL Wolfsburg in een thuiswedstrijd tegen FC Carl Zeiss Jena. Ook maakte ze op 19 maart 2025 haar debuut in de Champions League in een met 1-4 verloren wedstrijd tegen FC Barcelona.
Borbe maakte op 15 juli 2025 de overstap naar regerend Champions League winnaar Arsenal.

## Statistieken
| Seizoen | Club             | Land      | Competitie        | Wedstrijden | Doelpunten |
| ------- | ---------------- | --------- | ----------------- | ----------- | ---------- |
| 2016/17 | SV Werder Bremen | Duitsland | Tweede Bundesliga | 0           | 0          |
| 2017/18 | SV Werder Bremen | Duitsland | Bundesliga        | 13          | 0          |
| 2018/19 | SV Werder Bremen | Duitsland | Bundesliga        | 15          | 0          |
| 2019/20 | SV Werder Bremen | Duitsland | Tweede Bundesliga | 8           | 0          |
| 2020/21 | SV Werder Bremen | Duitsland | Bundesliga        | 5           | 0          |
| 2021/22 | SV Werder Bremen | Duitsland | Bundesliga        | 19          | 0          |
| 2022/23 | SV Werder Bremen | Duitsland | Bundesliga        | 17          | 0          |
| 2023/24 | VfL Wolfsburg II | Duitsland | Tweede Bundesliga | 6           | 0          |
| 2023/24 | VfL Wolfsburg    | Duitsland | Bundesliga        | 0           | 0          |
| 2024/25 | VfL Wolfsburg    | Duitsland | Bundesliga        | 10          | 0          |
| 2025/26 | Arsenal          | Engeland  | Super League      | 0           | 0          |
| Totaal  | Totaal           | Totaal    | Totaal            | 93          | 0          |

Laatste update: 15 juli 2025

## Interlandcarrière
Borbe doorliep meerdere Duitse jeugdselecties alvorens ze onderdeel werd van Duitsland -19. Hier kwam ze tien wedstrijden voor uit in de Nordic Cup en kwalificatiewedstrijden voor het EK -19.

## Privé
Borbe ging naar een middelbare school in Bremen-Obervieland. Ze ziet Nadine Angerer als haar rolmodel.